# 贝尔托库尔莱达姆
贝尔托库尔莱达姆（法語：Berteaucourt-les-Dames）是法国皮卡第大区索姆省的一个市镇，属于亚眠区多马昂蓬蒂约县。该市镇2009年时的人口为1,162人。

## 人口
贝尔托库尔莱达姆人口变化图示
| 数据来源：INSEE |